# Öhmans Spisbrödsfabrik
Öhmans Spisbrödsfabrik var ett knäckebrödsbageri i Stockholm.
Öhmans bageri grundades 1834 på Södermalm i Stockholm av fabrikören Johan Herman Öhman. Det drevs sedermera av hans änka, Augusta Wilhelmina Öhman, som 1878 anställde Julius Westerdahl som bagarmästare. Under dennes ledning infördes kalljäsning av degarna, vilket gjorde knäckebrödet sprött. Bageriet expanderade och blev också Kunglig hovleverantör 1884.
Julius Westerdahl övertog bageriet 1885 och byggde då en första ny produktionsanläggning, och andra lokaler byggdes senare 1889 på Bondegatan 21 och 1904 på Södermannagatan 17, alla i samma kvarter som det ursprungliga bageriet i hörnet Åsögatan/Södermannagatan.
Spisbrödsfabriken övertogs efter Julius Westerdahls död 1926 av dennes son, Nils Westerdahl.
År 1941 såldes företaget till Wasabröd i Filipstad.

## Media
- Öhmans spisbrödsfabrik, dokumentärfilm av Julius Westerdahl från 1926, 22 minuter
- Öhmans spisbrödsfabrik, dokumentärfilm av Torgny Wickman från 1934, 9 minuter